# Simon Plaskie
Simon Plaskie (10 april 2001) is een Belgische volleyballer, gespecialiseerd als buitenaanvaller.

## Levensloop
Plaskie groeide op in Breendonk en was aanvankelijk actief in het voetbal bij Excelsior Puurs. Later maakte hij de overstap naar het volleybal, alwaar hij actief was bij VC Puurs. Na zijn studies aan de Topsportschool Vilvoorde sloot hij aan bij Caruur Gent. In 2021 maakte hij de overstap naar Volley Menen. Sinds 2022 komt Plaskie uit voor Knack Roeselare. Met deze club werd hij in 2022-'23 zowel landskampioen als bekerwinnaar. Daarnaast won hij met Roeselare dat seizoen de Supercup en bereikte hij de finale van de CEV Cup.
In 2017 behaalde hij zilver met de nationale ploeg U-17 op het EK. In 2018 en 2020 behaalde hij brons op het EK volleybal voor U20.
Plaskie was woonachtig in Gent en Torhout en volgt aan Hogeschool VIVES via afstandsonderwijs de opleiding 'sportmanagement'.